# Sportpsychologie
Die Sportpsychologie befasst sich mit dem Verhalten und Erleben im Rahmen sportlicher Aktivität. Sie ist darauf ausgerichtet, dieses Verhalten und Erleben zu beschreiben, zu erklären, vorherzusagen, zu beeinflussen und anschließend das gewonnene Wissen praktisch anzuwenden. Dabei betont sie die Empirie und Wissenschaftlichkeit und konzentriert sich nicht nur auf objektiv beobachtbares Verhalten, sondern auch auf subjektives Erleben. Sie ist sowohl ein Teilgebiet der Psychologie als auch der Sportwissenschaft.

## Geschichte
Der Begriff der Sportpsychologie wurde von Pierre de Coubertin um 1900 zum ersten Mal verwendet. Doch erst etwas später, in den 1920er Jahren, entwickelte sich das Feld der Sportpsychologie weiter. Maßgeblich an der Entwicklung beteiligt waren Robert Werner Schulte und H. Sippel in Deutschland, C. R. Griffith in den USA sowie P. A. Rudik (der das erste sportpsychologische Laboratorium in Deutschland eröffnete) und A. Z. Puni in der ehemaligen UdSSR. Erstmals im Jahr 1920 wurde an der Deutsche Hochschule für Leibesübungen (DHfL) in Berlin das Fach Psychologie in der Sportlehrausbildung erwähnt. Die ersten Institute und Lehrstühle wurden an der Deutschen Hochschule für Körperkultur in Leipzig und an der Deutschen Sporthochschule in Köln gegründet. 1965 wurde die International Society of Sport Psychology gegründet, 1969 auf europäischer Ebene die Fédération Européenne de Psychologie des Sports et des Activités Corporelles – FEPSAC, und im gleichen Jahr auch die Arbeitsgemeinschaft für Sportpsychologie in der Bundesrepublik Deutschland – asp. Ausschlaggebend für diese Entwicklung war vor allem die erweiterte Verbreitung des Themas Sport in der Gesellschaft hinzu einem vielschichtigen, politisch und ökonomisch sowie für die Freizeitgestaltung und Gesundheitsvorsorge bedeutsamen gesellschaftlichen Phänomen. Heutzutage ist die Sportpsychologie in weiten Teilen der Welt mit Institutionen, Anwendern oder Forschungseinrichtungen vertreten.

## Grundverständnis
Die Sportpsychologie ist in der Anwendung evidenz-basiert und versucht, auf Grundlage von wissenschaftlichen Erkenntnissen passende und langfristige Interventionen für die Sportler zu bieten. Um wirken zu können, brauchen die Interventionen Zeit, um sich entfalten zu können. Es geht darum, dem Sportler langfristig, sprich über das aktuelle Problem und Situation hinaus, einen Nutzen durch die Intervention zu bieten.
Um die passende Intervention für den Sportler oder die Mannschaft zu ermitteln, stützt sich die Sportpsychologie auf wissenschaftlich anerkannte diagnostische Verfahren, wie Interviews oder Befragung mit Hilfe von Fragebögen. Auf Grundlage von den Ergebnissen der Diagnostischen Verfahren können Sportpsychologen entscheiden, ob ihre Kompetenzen ausreichen um den Auftrag anzunehmen. Bei spezifischen Problemen, die über die Kompetenzen und Fähigkeiten eines Sportpsychologen gehen, leiten sie weiter an die Spezialisten. Wie zum Beispiel die Weitervermittlung an einen Psychotherapeuten bei einem Fall von Anorexie nervosa. Die Aufgabe besteht aber auch darin, Wissen zu vermitteln, dass nachhaltige und gesunde Leistungsentwicklung nur erreichbar ist, wenn eine Entwicklung der ganzen Person erfolgt und dabei Sorge für das Wohlbefinden der Athleten getragen wird.

## Ethische Grundsätze sportpsychologischer Beratung
- Es besteht ein Streben nach einer hohen Kompetenz in allen Bereichen der Arbeit. Dazu gehört die stetige Weiterbildung sowie das Kennen der eigenen Grenzen und Fähigkeiten.
- Alle ausgewählten Methoden und Interventionen beruhen auf wissenschaftlicher Evidenz.
- Sportpsychologische Arbeit beginnt erst, wenn alle Beteiligten aufgeklärt und einbezogen sind.
- Sportpsychologen unterliegen der Verschwiegenheit und dürfen ohne schriftliche Einwilligung keine Informationen an Dritte weitergeben.
- Sportpsychologen verhalten sich ehrlich, fair und respektvoll anderen Kollegen, Klienten sowie der Öffentlichkeit gegenüber.
- Sportpsychologen verhalten sich standesgemäß und fördern den Berufsstand. Sie haben eine Verpflichtung ihrem Berufsstand und der Öffentlichkeit gegenüber, andere vor unethischem Verhalten zu schützen.
- Die Arbeit wird stets dokumentiert, und dabei werden die Grundsätze des Datenschutzes eingehalten.[3]

## Ausrichtung
Die Sportpsychologie ist sowohl in naturwissenschaftlichen wie geisteswissenschaftlichen Bereichen forschungsmäßig aktiv. Sie befasst sich mit Entwicklung, Motivation, Lernen, volitiven Strukturen und sozialem Verhalten. Es geht einerseits um die Entwicklung und Anwendung sportpsychologischer Methoden der Erkenntnisgewinnung im Sektor Sport, zum anderen um Bedeutung und Funktion des Sports als Mittel psychologischer Interventionen.
In der eher naturwissenschaftlichen Sportpsychologie werden Zusammenhänge von psychischer Steuerung und Training erforscht. Als Beitrag zur Grundlagenforschung erarbeitet die Sportpsychologie im experimentalpsychologischen Bereich eigene Methoden für den Erkenntnisgewinn im Sportgeschehen.
Im geisteswissenschaftlichen Bereich befasst sich die Sportpsychologie beispielsweise mit gruppendynamischen Prozessen, emotionalen Eigenschaften und Ausdrucksformen wie Angst, Aggression und Mut sowie volitiven Strukturen wie Leistungs- und Wagnisbereitschaft.
Als angewandte Sportpsychologie leistet die Sportpsychologie einen Beitrag im Gesamtsystem des Betreuungswesens des Sportlers.

## Zielgruppen sportpsychologischer Beratung

### Athleten
Hierbei unterscheiden sich die Beratungen und Betreuungen hinsichtlich der verschiedenen demographischen Hintergründe der Athleten wie zum Beispiel Alter, Schulbildung, soziales Umfeld oder Persönlichkeitseigenschaften. Vor allem bei jungen Athleten ist das Alter von besonderer Bedeutung und die Beratungen müssen sich immer dem jeweiligen Entwicklungsstand des Kindes anpassen. Auch ist es bei jüngeren Athleten häufig wichtig, das Umfeld mit einzubeziehen und das komplexe Feld der Anforderungen zu berücksichtigen.

### Trainer
Trainer sollten über die verschiedenen Methoden, die von ihren Sportlern verwendet werden informiert sein und gegebenen Falls unterstützen können. Weiter ist der Trainer im Kontext des Sportumfeldes auch als Führungskraft zu verstehen, der seine „Mitarbeiter“ bzw. Sportler anleiten und führen soll. Um diese Fähigkeiten zu entwickeln oder anzubauen, kann die Sportpsychologie eine wichtige Stütze bieten. Hier kann ein Führungskräftecoaching ein wichtiger Baustein sein, um mit Athleten richtig zu kommunizieren oder in Konfliktsituationen richtig zu vermitteln. Trainer sind aber auch in der Regel die ersten Ansprechpartner wenn die Athleten Fürsorge und Seelsorge benötigen. Am Ende stehen Trainer auch selber sehr stark unter Druck mit befristeten Arbeitsverträgen, Stress durch hohe Reisetätigkeit oder Druck Leistung mit den Sportlern zu erbringen. Hier kann die Sportpsychologie durch Beratung im Ausbau der eigenen Fähigkeit zu Belastungs- und Entlastungssteuerung wichtige Unterstützung liefern.

### Weitere Mitglieder des Betreuungsteams
Neben dem Trainer gibt es auch weitere Personen, die sich aktiv um den Sportler kümmern (z. B. Physiotherapeuten). Sie können auch ein Multiplikator für die sportpsychologische Beratung sein und diese mitunter verstärken. Nicht zu vergessen ist hierbei, dass auch das Betreuungsteam oft sehr viel und hart arbeitet und das auch oft außerhalb regulärer Beschäftigungszeiten. Auch hier kann, ähnlich wie beim Trainer, ein berufsbezogenes Coaching dabei helfen, Be- und Entlastungen richtig zu steuern.

### Eltern
Vor allem Eltern spielen eine wichtige Rolle bei der Entwicklung junger Sportler. Sie unterstützen ihre Kinder oft nicht nur finanziell, sondern auch durch Wissen, Seelsorge und Fürsorge. Dabei ist es wichtig, dass die Bedürfnisse der Kinder und Athleten im Vordergrund stehen müssen und nicht mögliche Profilierungsgedanken der Eltern. Hierbei kann die Sportpsychologie unterstützen, eigenes Verhalten zu reflektieren, Familienwerte und Lebensziele zu entwickeln, Handlungskompetenzen in Konfliktsituationen zu erweitern und Eltern beibringen durch ihre Vorbildfunktion ihren Kindern eine Orientierung geben zu können. Aber auch Beziehungen zwischen Eltern und Betreuer-Stab können im Fokus der sportpsychologischen Betreuung stehen.

### Mannschaften
Die Aufgabe besteht darin die gesamten Prozess der Mannschaft zu betreuen. Da zu gehören die oben genannten Punkte meistens alle dazu, weil eine funktionierende Mannschaft aus vielen verschiedenen Personen besteht. Themen der Sportpsychologie könnten hier sein: Gruppenprozesse offenlegen, unterstützen Kommunikationsregeln oder andere gruppeninteren Regel festzulegen, Veränderungsprozesse anzustoßen oder für das Teambuilding einen passenden Rahmen zu erschaffen.

### Weitere Zielgruppen
Weitere Personen im Fokus von Sportpsychologischer Beratung könnten Schiedsrichter, Sportler im Nachwuchs- oder Seniorenbereich, Talente, Behindertensportler, Freizeitsportler oder Führungskräfte sein.

## Häufig untersuchte Themengebiete

### Leistungsmotivation
Ein Hauptaspekt des Sports ist die Erbringung einer Leistung. Dabei spielt die Motivation eine entscheidende Rolle. Klassische Fragestellungen in diesem Bereich könnten sein: Was motiviert Personen zum Sporttreiben und was hindert Personen daran? Wie kann ich mich selbst motivieren ein bestimmtes Ziel zu erreichen? Wie kann die Motivation reguliert werden und auf eine Zielerreichung ausgerichteten werden? Wie lassen sich mehr Personen in unserer Gesellschaft zum Sporttreiben motivieren? Als Grundlage der meisten Theorien wird die Leistungsmotivtheorie von David McClelland angesehen. Untersuchungen und Interventionen berufen sich auf klassischen Theorien der Leistungsmotivation wie z. B. dem Risikowahlmodell, Attributionstheorie, die Theorie der Zielorientierung und die Selbstbestimmungstheorie der Motivation.

### Erholungs- und Belastungssteuerung
Unter der Erholungs- bzw. Belastungssteuerung verstehen Sportwissenschaftler und -mediziner eine Leistungsoptimierung durch die gezielte Anpassung körperlicher Trainingsbelastungen an individuelle Voraussetzungen. Ein intensives Training führt zu einem subjektiven Belastungsempfinden, welches eine anschließende Erholungsphase benötigt. Es wird davon ausgegangen, dass eine erhöhte Belastung zu einem erhöhten Erholungsbedarf führt. Bei ausreichender Erholung hat die eine hohe Belastung keine negativen Folgen. Erst die Kombination von zu viel Stress bzw. hoher Belastung und mangelnden Erholungsmaßnahmen über einen längeren Zeitraum führt zu negativen Folgen von Überbelastung. Verschiedene Voraussetzungen könnten das Alter, Geschlecht, Konstitution, Fähigkeiten, Fertigkeiten, Psyche oder die Motivation sein. Die optimale Steuerung ist dahingehend wichtig, weil eine nicht ausreichende Belastungssteuerung zu einem Leistungsabfall führen kann. Die Diagnose von Überlastungszuständen, wie sie Sportmediziner für den Spitzensport fordern, ist komplex, und es fehlen etablierte Marker.

### Zielsetzung
Ziele repräsentieren wünschenswerte, in der Zukunft liegende Zustände, die als Folge eigener Handlungen erreicht werden können. Dabei wird zwischen Prozesszielen, Ergebniszielen und Leistungszielen unterschieden. Das Ergebnisziel richtet sich meistens nach dem Endergebnis in einem Wettkampf ab (z. B. Platzierung) Das erreichen dieses Zieles ist oft auch abhängig von den anderen Gegner. Prozessziele sind meistens eher Ziele, die erfüllt werden müssen, um Ergebnisziele zu erreichen. Sie sind meistens mehr vom Sportler beeinflussbar als Ergebnisziele, welche auch von Glück oder den Gegner abhängen kann. Ein Prozessziel könnte zum Beispiel die Aufschlagsquote in einem Tennismatch sein.
Leistungsziele sind Ziele, die weniger auf die Erreichung einer bestimmten Platzierung abzielen als auf die eigene Leistung. Klassisches Beispiel wäre hier nicht die Platzierung in einem Wettkampf (z. B. Platz 3 in der Landes Gewichthebemeisterschaft), sondern die eigene Leistung (z. B. das Ziel 250 kg zu stemmen).

#### Zielsetzungstheorie nach Edwin Locke
Die Zielsetzungstheorie (englisch goal-setting-theory oder kurz goal setting) ist eine Motivationsstrategie und wird manchmal als Motivationstheorie angesehen. Ihre zentrale Annahme besteht darin, dass die Motivation und die Leistung maßgeblich durch Ziele und Rückmeldung über deren Erreichung beeinflusst wird.

#### SMART–Methode
Die SMART–Methode soll dabei helfen Ziele klar zu formulieren und so eine einfacherer Erreichbarkeit der Ziele sicherstellen. Die Buchstaben stehen dafür für die Kriterien, welche gut formulierte Ziele haben sollten. Ziele sollten daher: S=Spezifisch,M=Messbar, A=Attraktiv,R=Realistisch und T=Terminiert sein.

### Aufmerksamkeitsregulation
Unter Aufmerksamkeitsregulierung bzw. Konzentration versteht man die willentliche Fokussierung der Aufmerksamkeit. Diese Fokussierung ist im Sport besonders wichtig, um die richtigen Dinge zur richtigen Zeit wahrnehmen zu können.
Eins der bekanntesten Modelle der Aufmerksamkeitssteuerung ist das Konzentrationsmodell von Robert Nideffer. Hierbei beschreibt die Ausrichtungsmöglichkeit der Konzentration auf 2 Dimensionen. Der innen vs. außen Dimension und der weit vs eng Dimension. Dadurch ergeben sich die Aufmerksamkeits-Stile „innen-eng“, „innen-weit“, „außen-eng“ und „außen-weit“. Die Aufmerksamkeits-Stile werden folgender Maßen beschrieben:
1. Außen-eng: Die Aufmerksamkeit liegt außerhalb der eigenen Person (außen) und bestimmte Aspekte werden sehr genau betrachtet (eng).
2. Außen-weit: Die Aufmerksamkeit liegt erneut außerhalb der Person (außen) und ermöglicht ein umfassendes Bild der Umgebung (weit).
3. Innen-eng: Die Aufmerksamkeit wird auf einen bestimmten Prozess oder Vorgang (eng) des eigenen Körpers oder der eigenen Psyche (innen) gelenkt.
4. Innen-weit: Die Person macht sich ein umfassendes Bild (weit) der eigenen Befindlichkeit, des eigenen Zustandes (innen).

### Regulation von Gedanken, Gefühlen und Stimmungen
Gedanken können sich durch Selbstgespräche auf die Leistungsfähigkeit oder Zielerreichung von Sportlern negativ auswirken. Klassische negative Gedanken sind hier das Einreden von fehlender Selbstwirksamkeit sein (z. B. „Ich schaffe das sowieso nicht“) oder das Zweifeln an den eigenen Plänen oder Zielen. Durch ein Training der Selbstgesprächsregulation kann es Sportler gelingen diese irrationale und zum Teil Selbst vernichtenden Gedanken durch positive Gedanken zu ersetzen. Auch können Sport mit Hilfe von Vorstellungsübungen Bewegungsabläufe simulieren und trainieren ihre Gedanken zu kontrollieren.

### Bewegungsregulation
Hierunter zählen verschiedene Mentale Trainings, Vorstellungstraining und das Observative Training. Ziel dieser Techniken ist das Erlernen oder verfestigen von verschiedenen Bewegungsabläufen. Klassisches Beispiel ist hier das Vorstellen von z. B. Rennstrecken in der Formel 1.

## Sportpsychologische Diagnostik und Messmethoden

### Messung der Belastung und Entlastung
Psychologische Verfahren bieten eine eindeutige, nicht invasive, stabile, zuverlässige sowie ökonomische Möglichkeit, Anzeichen für ein mögliches Übertraining zu erkennen. Meistens handelt es sich hierbei um Fragebögen. Basierend auf den gewonnenen Daten wird in einem persönlichen Gespräch mit den potenziellen „Problemfällen“ die Situation im Detail analysiert und aufgearbeitet. Standardisierte Fragebögen müssen sich an den zentralen Testgütekriterien der Objektivität, Reliabilität und Validität orientieren. Zudem spielen auch die Nebengütekriterien der Ökonomie und der Normierung eine entscheidende Rolle bei der Bewertung eines standardisierten Verfahrens.

#### Borg´s Rating of Perceived Exhaustion
Die Borg-Skala dient dazu, das subjektive Belastungsempfinden während des Trainings zu messen. Sie geht davon aus, dass ein direkter Zusammenhang zwischen dem empfundenen Belastungsgrad und der Herzfrequenz besteht.
Als Instrument zur Belastungsteuerrung wurde häufig nachgewiesen, dass ein Zusammenhang zwischen Trainingsumfang und wahrgenommener Erschöpfung besteht. Auf einer Skala von 6–20 kann der Sportler sein Belastungsempfinden während oder nach dem Training angeben. In Verbindung mit der Herzfrequenz kann so der RPE-Wert ermittelt werden.

#### Profil of mood of states (POMS)
Die Vorteile des Fragebogens liegen in einer frühen Erkennung von Sportlern im Übertraining, der einfachen Handhabung sowie der überschaubaren Kosten in der Anwendung. Änderungen im Befinden der Sportler, im Vergleich zu Phasen mit niedrigem Trainingsumfang und hoher Erholung, in Phasen mit hoher Belastung und niedriger Erholung können als Indikator für eine Überbelastung herangezogen werden. Um das Befinden der Sportler zu ermitteln enthält der Fragebogen folgende Subtest in der deutschen Version: Niedergeschlagenheit, Missmut, Tatendrang und Müdigkeit. Sollte sich das Befinden eines Sportler in einer Belastungsphase drastisch ändern, so kann rechtzeitig entgegengesteuert werden und ein mögliches Übertraining vermieden werden.

#### Erholungs und Belastungs Fragebogen für Sportler (EBF-Sport)
Der EBF-Sport (englische Version: RESTQ-Sport) wurde entwickelt, um die Häufigkeit von vergangenen Aktivitäten zu messen, welche entweder a) Stress bzw. Belastung ausgelöst oder b) zur aktiven Erholung beigetragen haben. Aus der Häufigkeit der vergangenen Aktivitäten zur Erholung oder Belastung wird der aktuelle Erholungs-Belastungszustand gemessen. Mit Hilfe 19 Skalen ermittelt der EBF-Sport die vergangenen Aktivitäten der letzten 3 Tage sowie Nächte und erfasst auch ihre subjektive Bewertung hinsichtlich Erholung oder Belastung.

### Teamdiagnostik

#### Fragebogen zur Mannschaftskohäsion (MAKO-02)
Ein hohes Maß an Kohäsion lässt sich in funktionierenden Gruppen wiederfinden. Damit ist eine Art Zusammenhalt oder Teamgefüge gemeint.
Der MAK0-02, entwickelt von Lau und Stoll (2002), ist dabei ein kompakter Fragebogen, der speziell für die Teamdiagnose in wettkampforientierten Mannschaftssportarten wie Fußball, Handball, Volleyball oder Eishockey konzipiert wurde. Auf nur einer DIN-A4-Seite umfasst der Fragebogen 19 Items und erfasst zwei wesentliche Dimensionen des Teamzusammenhalts: Aufgabenkohäsion und Sozialkohäsion.
Mit Hilfe des MAK0-02 können die Wahrnehmungen und Bewertungen der Teammitglieder hinsichtlich der Zusammenarbeit und der sozialen Bindungen innerhalb der Mannschaft ermittelt werden. Das Ziel des Fragebogens ist die Ermittlung des Bedarfes an Team-Building-Interventionen.

### Messung der Motivation und Volition

#### Achievement Motives Scale-Sport
Der von Elbe, Wenhold & Müller, 2005 entwickelte Fragebogen misst die beiden Leistungsmotivkomponente Hoffnung auf Erfolg und Furcht vor Misserfolg. In der Langversion gibt es 15 Fragen und in der Kurzversion 5 Fragen. Beide Komponenten können dabei bei einer Person gleichzeitig hoch oder niedrig ausgeprägt sein. Aus den beiden Leistungsdimensionen ergibt sich die Nettohoffnung sowie das Gesamtleistungsmotiv.

## Trainingstechniken und Interventionen

### Techniken der Selbstgesprächsregulation
Ziel dieser Techniken ist das verhindern von negativen Gedanken, welche die Sportler bei der Leistungsausübung behindern und ihre Leistungsfähigkeit deutlich einschränken können.

#### Gedankenstopps
Wie der Name schon verrät ist das Ziel dieser Technik negative Gedanken zu stoppen. Die Technik kann vor, nach oder während Trainingsphasen und Wettkämpfen eingesetzt werden. Klassische negative Gedanken könnten hier die Versagensangst oder das Selbstzweifeln sein. Der Sportler stellt sich beim Aufkommen von negativen Gedanken ein Stoppschild vor oder sagt laut in seinem Kopf „Stopp“. Dieses deutliche Signal soll die negativen Gedankenketten unterbrechen. Wichtig ist dabei, dass im Anschluss an die Unterbrechung sofort an etwas positives gedacht wird. Diese positive Gedanken können sich um schöne Erlebnisse in der Natur (z. B. Gedanken an einen schönen Strand) oder um das erwünschte Leistungsziel drehen. Es sind aber auch alle weiteren Variation möglich bei denen der Sportler an etwas positives denkt.

#### Rationalisierungstechniken
Das Ziel dieser Technik ist nicht das Stoppen der negativen Gedanken, sondern die Verminderung des negativen Einflusses auf die Leistungsausübung.
Dies soll durch die Kontextverschiebung der Gedanken gelingen. Situationen die als psychisch belastend wahrgenommen werden (z. B. das anstehende Fußballspiel am Wochenende) soll in einen neuen Zusammenhang gebracht werden. Am sinnvollsten ist dabei, wenn Sportler auf vergangene Situationen zurückgreifen, in denen sie ähnliche Situationen schon erlebt oder gemeister haben. Am Ende sollen die Sportler durch die Rückschau die Fähigkeit erlangen, die als schwierig eingeschätzte Situation zu Rationalisierung und aus einer betrachtenden Perspektive von außen wahrzunehmen.

#### Selbstgesprächsinstruktionen
Darunter fallen verschiedene Aspekte der Selbstgesprächsregulation. Zum einen können Sportler versuchen, ihre negativen Selbstgespräche wie z. B. „Aufpassen der Ball ist zu lang“ (im Golf) in positive Instruktionen umzuwandeln. In diesem Fall wäre die positive Selbstinstruktion: „Mit diesem Schwung treffe ich.“. Weitere Möglichkeiten sind konkrete Handlungsanweisungen, Bestätigungen der vorangegangenen Handlung oder positives Zureden (z.B. „Jetzt muss ich links passen, dann gehts das Tor rein“, „Ich schaffe das“ oder „Der Schlag war super“).
Die letzte Möglichkeit besteht darin, den Gefühlszustand zu regulieren. Die Möglichkeit besteht in der Motivationsteigerung (z. B. „Jetzt nochmal alles geben!“) oder in der Beruhigung der eigenen Emotionen oder Gefühlen (z. B. „Schön ruhig bleiben“).

### Entspannungs- und Mobilisationstechniken
Entspannungsmethoden versuchen die körperlichen und psychologischen Reaktionen, welche durch Stress ausgelöst werden zu reduzieren. Entspannung kann neben einer subjektiv empfundenen Stressreduktion auch die Leistung steigern. So weisen viele Untersuchungen nach, dass Entspannung zu einer Abnahme des Sauerstoffverbrauchs, der Puls- und Atmungsrate und der Skelettmuskelaktivität sowie einer Zunahme der Alpha-Gehirnwellen führt. Entspannungsübungen werden üblicherweise in Kombination mit anderen psychologischen Techniken, wie dem Vorstellungs-, Aufmerksamkeits- oder Gedankenkontrolltraining, ausgeführt. Weiter kann Relaxation eine günstige Voraussetzungen für das Einprägen von Erlerntem und der mentalen Vorbereitung auf bevorstehende Aufgaben sein. Zum anderen werden durch den situationsangemessenen Wechsel von Spannung und Entspannung die Handlungsverläufe ökonomischer.

#### Progressive Muskelrelaxation (PMR)
Die progressive Muskelrelaxation (PMR) ist eine weitverbreitete Technik, die zuerst von Jacobson (1930) entwickelt wurde. Der Wissenschaftler erkannte schon früh einen Zusammenhang zwischen Erregung und Muskeltonus und fand weiter heraus, dass eine vorsätzliche Steuerung der Muskelanspannung am besten erlernt wird, wenn die Personen bewusst erleben, wann ihre Muskeln entspannt und wann sie angespannt sind. Und nicht allzu überraschend ist die weitere Erkenntnis von Jacobsen, dass eine erfolgreiche Verringerung der Muskelanspannung im gleichen Maße zu einer Reduzierung der Nervosität oder sonstiger emotionaler Anspannungen führt.

#### Autogenes Training
Beim Autogenen Training nach Johannes Schultz wird die Entspannung durch die Konzentration der Aufmerksamkeit auf den eigenen Körper sowie über Autosuggestion erreicht. Im Liegen oder bei entspannter Sitzhaltung werden in festgelegter Reihenfolge Übungen, die mit bestimmten Formeln verbunden sind, mehrfach wiederholt, z. B. die 'Schwereübung' ('Der rechte Arm ist ganz schwer') oder die 'Wärmeübung' ('Der rechte Arm ist ganz warm'). Auf diese Weise kann ein psychophysischer Entspannungszustand erreicht werden.

#### Atementspannung
Die Atemregulierung ist ein zentraler Aspekt bei einer Anzahl von Techniken, wie beispielsweise der PMR, dem autogenen Training und den Meditationstechniken. Atemtechniken können aber auch selbständig als einfache und relativ schnelle Entspannungsmethoden eingesetzt werden. Normalerweise liegt das Ziel in einer tiefen und langsamen Atmung, weil somatische Angstreaktionen entweder durch ein Anhalten des Atems oder durch schnelles, flaches Atmen begleitet werden und diese durch das langsame, tiefe Atmen reduziert werden kann.

#### Meditation
Für jene Sportler, die auf Stressoren sowohl mit kognitiven als auch somatischen Angstsymptomen reagieren, können Meditationstechniken besonders wirkungsvoll sein, da sie gleichzeitig beide Formen der Angst begegnen.

#### Biofeedbackverfahren
Das Biofeedbackverfahren ist eine besonders wirkungsvolle Maßnahme, um skeptische Sportler von der Wirkung von Entspannungs- oder Mobilisationsübungen zu überzeugen.
Durch das Sichtbarmachen von Körperfunktionen wie z. B. Blutdruck, Körpertemperatur, Muskelaktivität, Hautwiderstand werden den Aktiven objektive Rückmeldungen über ihren Spannungs- bzw. Entspannungszustand gegeben.

#### Mobilisationstechniken
Das Erlernen von Mobilisationstechniken dient der angemessenen Erregungssteuerung, wenn die Sportler zur Ausführung ihrer Handlung zu ruhig sind und ihre Aktiviertheit steigern müssen, um den für das sportliche Handeln optimalen Zustand zu erreichen. Die „Kampfbereitschaft“ wird dabei als optimaler Vorstartzustand bezeichnet, bei dem sich Sportler als aktiviert, erfolgszuversichtlich und konzentriert erleben. Der Erwerb dieser Fertigkeit, seinen Vorstartzustand dementsprechend zu regulieren, setzt ein systematisches Training voraus, welches in den Trainingsalltag integriert werden sollte.
Die Kontrolle der Atmung und der Körperspannung kann dabei nicht nur zur Entspannung, sondern auch zur Mobilisation der Energie genutzt werden.

## Ausbildung/Studium

### Berufsbezeichnung Sportpsychologe
Die Bezeichnung Psychologin/ Psychologe sollte in Deutschland nur von Personen mit abgeschlossenem Studium der Psychologie (Diplom- bzw. Masterabschluss) geführt werden. Darunter fallen auch alle Namenskombinationen, welche das Wort „Psychologe“ enthalten, wie zum Beispiel Sportpsychologe. Diese Vorgaben und Voraussetzungen für die Namensgebung sind auf der Website des Berufsverband Deutscher Psychologinnen und Psychologen einzusehen. Wichtig ist dabei die Bestimmungen des European Certificate in Psychology (EuroPsy), welches von der Europäische Föderation der Psychologenverbände herausgegeben wird.

### Bezeichnung „Sportpsychologischer Experte“
Mit folgenden Weiterbildungs- und Praxisnachweise kann sich eine Person, basierend auf dem Ausbildungs asp-Curriculum „Sportpsychologisches Coaching und Training im Leistungssport“ diese Bezeichnung geben, welche vom Deutschen Olympischen Sport Bund der Arbeitsgemeinschaft für Sportpsychologie in Deutschland, sowie dem Bundesinstitut für Sportwissenschaft anerkannt wird, wenn er folgende Punkte erfüllt:
- Universitär akkreditierter Abschluss (MA / Diplom) in Psychologie, Sportwissenschaft oder Sportpsychologie, Absolventen anderer Fachrichtungen oder Personen ohne akkreditierten Hochschulabschluss auf Diplom/Masterniveau werden nicht zugelassen.
- Basiskompetenzen im Bereich Sportwissenschaft und Psychologie (jeweils mindestens 50 UE)
- Expertisekompetenzen im Bereich des sportpsychologischen Training oder/ und sportpsychologischen Coachings (min. 100 UE)
- Nachweis über mindestens 140 Stunden sportpsychologischer Praxis im leistungsorientierten Sport unter Supervision (Verhältnis 1:4, d. h. insgesamt mindestens 33 Stunden Supervision) pro Schwerpunkt (Sportpsychologisches Training oder Coaching)

### Wichtige Kompetenzen
- Sportaffinität und sportpsychologisches Fachwissen, um z. B. sportartspezifische Diagnostik und Interventionsmethoden auswählen zu können
- Kenntnis von psychomotorischem Training, Mentaltraining
- Didaktische Kompetenzen, um Inhalte aufzubereiten und zu vermitteln oder als Moderator Prozesse zu steuern
- Interesse an der Arbeit mit anderen,
- Kenntnisse in Entwicklungspsychologie, Emotionspsychologie, Gesundheitspsychologie, Handlungspsychologie; Kommunikationspsychologie, Motivationspsychologie, Neuropsychologie, Persönlichkeitspsychologie, Sozialpsychologie[37]

### Studium
Laut dem Deutschen Bund der Psychologen gibt es folgende anerkannte Studiengänge im Fach Sportpsychologie (Stand Mai 2022):
Bachelorstudiengänge:
- Hamburg, Hochschule Macromedia für Angewandte Wissenschaften (HAW), Psychologie mit Vertiefung Sportpsychologie, B.Sc. 6 Semester, Sportpsychologie

Masterstudiengänge:
- Halle, Martin-Luther-Universität, Angewandte Sportpsychologie, M.A. 4 Semester, Sportpsychologie
- Hamburg, Medical School Hamburg (MSH), Sportpsychologie, M.A. 4 Semester, Sportpsychologie
- Hamburg, Medical School Hamburg (MSH), Sportpsychologie, M.Sc. 4 Semester, Sportpsychologie
- BSP Business & Law School Berlin (BSP), Sportpsychologie/ sportpsychologische Beratung, M.A. 4 Semester, Sportpsychologie
- Berlin Business & Law School Berlin (BSP), Sportpsychologie/sportpsychologische Beratung, M.Sc. 4 Semester, Sportpsychologie
- Köln, Deutsche Sporthochschule, Psychology in Sport and Exercise, M.Sc. 4 Semester, Sportpsychologie

Diese Studiengänge erfüllen laut dem Deutschen Bund der Psychologen die Richtlinien für eine Vollmitgliedschaft bzw. am Ende den Namen Psychologe oder Sportpsychologe tragen zu dürfen.
Weitere Studiengänge nicht in der Liste des BDP:
- Heidelberg oder Berlin, SRH Hochschule Heidelberg, Psychologie, Sportpsychologie, Master of Science[38]
- Euro-FH University of Applied Science, Fernstudium Bachelor Angewandte Psychologie (B.Sc.), Spezialisierung Sportpsychologie, Bachelor of Science,[39]

### Ausbildung
Mit Unterstützung verschiedener Fachverbände in Deutschland (asp, BDP), in der Schweiz (SASP) und in Österreich (ÖBS, BÖP) sowie wichtigen Partnerorganisationen (u. a. Bundesinstitut für Sportwissenschaft, BISp und Zentrale Koordinationsstelle (DOSB/zks)) wurde eine Forbildungsserie gestartet.
Unter dem Namen „Sportpsychologisches Training und Coaching im Leistungssport“ wird eine Modulserie von der Firma Center of Mental Excellence GmbH (CME) durchgeführt. Nach der erfolgreichen Teilnahme erfüllt der Teilnehmer alle Kriterien um sich „Sportpsychologischer Experte“ nennen zu dürfen.

## Nationale und Internationale Verbände

### International
- International Society of Sport Psychology wurde im Jahr 1965 gegründet.

### Europa
Auf europäischer Ebene gibt es die Fédération Européenne de Psychologie des Sports et des Activités Corporelles (FEPSAC), die 21 nationale Verbände als Mitglieder hat. (Stand 2016.) Darunter sind:

### Deutschland
- Die Arbeitsgemeinschaft für Sportpsychologie (asp)
- Die Sportpsychologen - Verbund von Experten aus Deutschland, Österreich und der Schweiz, der sich um die Vermittlung von Fachexperten sowie die Organisation von Seminare und Vortragsreihen kümmert
- Verband der praktischen Sportpsychologen e. V.

### Österreich
In Österreich gibt es seit 2006 das Österreichische Bundesnetzwerk Sportpsychologie mit rund 120 Mitgliedern.

### Bücher
- Ralf Brand: Sportpsychologie. VS-Verlag, Wiesbaden 2010, ISBN 978-3-531-16699-5.
- Frank Hänsel, Sören D. Baumgärtner, Julia M. Kornmann, Fabienne Ennigkeit: Sportpsychologie. Springer, Berlin 2016, ISBN 978-3-662-50388-1.
- Alexander Thomas: Einführung in die Sportpsychologie. 2. Auflage. Hogrefe, Göttingen 1995, ISBN 3-8017-0436-X.
- Siegbert Warwitz: Das sportwissenschaftliche Experiment. Planung – Durchführung – Auswertung – Deutung. Hofmann, Schorndorf 1976, ISBN 3-7780-9021-6.
- J. Beckmann, A. M. Elbe: Praxis der Sportpsychologie im Wettkampf und Leistungssport. (= Sportpsychologie. Vol. 11). Hogrefe Verlag, 2024.
- K. Staufenbiel, M. Liesenfeld, B. Lobinger (Hrsg.): Angewandte Sportpsychologie für den Leistungssport. (= Sportpsychologie. Vol. 9). Hogrefe Verlag, 2019.
- D. Alfermann, O. Stoll: Sportpsychologie: Ein Lehrbuch in 12 Lektionen. (= Sportpsychologie. Vol. 4). Meyer & Meyer Verlag, 2016.
- A. Conzelmann, F. Hänsel, O. Höner: Individuum und Handeln–Sportpsychologie. In: Sport: das Lehrbuch für das Sportstudium. Springer, Berlin/ Heidelberg 2023, S. 321–397.
- F. Ehrlenspiel, A. Droste, J. Beckmann: Das Berufsfeld Sportpsychologie im Leistungssport aus der Sicht der in der Praxis Tätigen. In: Zeitschrift für Sportpsychologie. Jg. 18, Heft 2, April 2011.
- J. Schüler, M. Wegner, H. Plessner: Einführung in die Sportpsychologie. In: Sportpsychologie: Grundlagen und Anwendung. Springer, Berlin 2020, ISBN 978-3-662-56801-9, S. 1–12.

### Wissenschaftliche Journals
- Daniel Memmert (Hrsg.): Journal of Applied Sport and Exercise Psychology. Hogrefe Verlag. (hogrefe.com)